# Philoscia geayi
Philoscia geayi är en kräftdjursart som beskrevs av Paulian de Felice 1944. Philoscia geayi ingår i släktet Philoscia och familjen Philosciidae. Inga underarter finns listade i Catalogue of Life.